# Domagoj Antolić
Domagoj Antolić (Zagabria, 30 giugno 1990) è un calciatore croato, centrocampista della Lokomotiva Zagabria.

## Statistiche

### Cronologia presenze e reti in nazionale
| Cronologia completa delle presenze e delle reti in nazionale ― Croazia | Cronologia completa delle presenze e delle reti in nazionale ― Croazia | Cronologia completa delle presenze e delle reti in nazionale ― Croazia | Cronologia completa delle presenze e delle reti in nazionale ― Croazia | Cronologia completa delle presenze e delle reti in nazionale ― Croazia | Cronologia completa delle presenze e delle reti in nazionale ― Croazia | Cronologia completa delle presenze e delle reti in nazionale ― Croazia | Cronologia completa delle presenze e delle reti in nazionale ― Croazia |
| Data                                                                   | Città                                                                  | In casa                                                                | Risultato                                                              | Ospiti                                                                 | Competizione                                                           | Reti                                                                   | Note                                                                   |
| ---------------------------------------------------------------------- | ---------------------------------------------------------------------- | ---------------------------------------------------------------------- | ---------------------------------------------------------------------- | ---------------------------------------------------------------------- | ---------------------------------------------------------------------- | ---------------------------------------------------------------------- | ---------------------------------------------------------------------- |
| 12-11-2014                                                             | Londra                                                                 | Argentina                                                              | 2 – 1                                                                  | Croazia                                                                | Amichevole                                                             | -                                                                      |                                                                        |
| 23-3-2016                                                              | Osijek                                                                 | Croazia                                                                | 2 – 0                                                                  | Israele                                                                | Amichevole                                                             | -                                                                      | 67’                                                                    |
| 26-3-2016                                                              | Budapest                                                               | Ungheria                                                               | 1 – 1                                                                  | Croazia                                                                | Amichevole                                                             | -                                                                      |                                                                        |
| 27-5-2016                                                              | Koprivnica                                                             | Croazia                                                                | 1 – 0                                                                  | Moldavia                                                               | Amichevole                                                             | -                                                                      | 46’                                                                    |
| 11-1-2017                                                              | Nanning                                                                | Cile                                                                   | 5 – 2                                                                  | Croazia                                                                | Amichevole                                                             | -                                                                      |                                                                        |
| 14-1-2017                                                              | Nanning                                                                | Cina                                                                   | 5 – 4                                                                  | Croazia                                                                | Amichevole                                                             | -                                                                      | 53’ 65’                                                                |
| Totale                                                                 |                                                                        | Presenze                                                               | 6                                                                      |                                                                        | Reti                                                                   | 0                                                                      |                                                                        |

| Cronologia completa delle presenze e delle reti in nazionale ― Croazia under 21 | Cronologia completa delle presenze e delle reti in nazionale ― Croazia under 21 | Cronologia completa delle presenze e delle reti in nazionale ― Croazia under 21 | Cronologia completa delle presenze e delle reti in nazionale ― Croazia under 21 | Cronologia completa delle presenze e delle reti in nazionale ― Croazia under 21 | Cronologia completa delle presenze e delle reti in nazionale ― Croazia under 21 | Cronologia completa delle presenze e delle reti in nazionale ― Croazia under 21 | Cronologia completa delle presenze e delle reti in nazionale ― Croazia under 21 |
| Data                                                                            | Città                                                                           | In casa                                                                         | Risultato                                                                       | Ospiti                                                                          | Competizione                                                                    | Reti                                                                            | Note                                                                            |
| ------------------------------------------------------------------------------- | ------------------------------------------------------------------------------- | ------------------------------------------------------------------------------- | ------------------------------------------------------------------------------- | ------------------------------------------------------------------------------- | ------------------------------------------------------------------------------- | ------------------------------------------------------------------------------- | ------------------------------------------------------------------------------- |
| 5-9-2011                                                                        | Sion                                                                            | Svizzera under 21                                                               | 4 – 0                                                                           | Croazia under 21                                                                | Qual. Europeo Under-21 2013                                                     | -                                                                               | 63’                                                                             |
| 6-10-2011                                                                       | Osijek                                                                          | Croazia under 21                                                                | 0 – 2                                                                           | Spagna under 21                                                                 | Qual. Europeo Under-21 2013                                                     | -                                                                               |                                                                                 |
| 10-10-2011                                                                      | Tartu                                                                           | Estonia under 21                                                                | 0 – 1                                                                           | Croazia under 21                                                                | Qual. Europeo Under-21 2013                                                     | -                                                                               |                                                                                 |
| 2-6-2012                                                                        | Koprivnica                                                                      | Croazia under 21                                                                | 1 – 2                                                                           | Svizzera under 21                                                               | Qual. Europeo Under-21 2013                                                     | -                                                                               | 80’, 90+2’                                                                      |
| 5-2-2013                                                                        | Pola                                                                            | Croazia under 21                                                                | 2 – 3                                                                           | Paesi Bassi under 21                                                            | Amichevole                                                                      | -                                                                               |                                                                                 |
| Totale                                                                          |                                                                                 | Presenze                                                                        | 5                                                                               |                                                                                 | Reti                                                                            | 0                                                                               |                                                                                 |

| Cronologia completa delle presenze e delle reti in nazionale ― Croazia under 20 | Cronologia completa delle presenze e delle reti in nazionale ― Croazia under 20 | Cronologia completa delle presenze e delle reti in nazionale ― Croazia under 20 | Cronologia completa delle presenze e delle reti in nazionale ― Croazia under 20 | Cronologia completa delle presenze e delle reti in nazionale ― Croazia under 20 | Cronologia completa delle presenze e delle reti in nazionale ― Croazia under 20 | Cronologia completa delle presenze e delle reti in nazionale ― Croazia under 20 | Cronologia completa delle presenze e delle reti in nazionale ― Croazia under 20 |
| Data                                                                            | Città                                                                           | In casa                                                                         | Risultato                                                                       | Ospiti                                                                          | Competizione                                                                    | Reti                                                                            | Note                                                                            |
| ------------------------------------------------------------------------------- | ------------------------------------------------------------------------------- | ------------------------------------------------------------------------------- | ------------------------------------------------------------------------------- | ------------------------------------------------------------------------------- | ------------------------------------------------------------------------------- | ------------------------------------------------------------------------------- | ------------------------------------------------------------------------------- |
| 19-11-2008                                                                      | Vrbovec                                                                         | Croazia under 20                                                                | 1 – 1                                                                           | Ungheria under 20                                                               | Amichevole                                                                      | -                                                                               | 51’                                                                             |
| Totale                                                                          |                                                                                 | Presenze                                                                        | 1                                                                               |                                                                                 | Reti                                                                            | 0                                                                               |                                                                                 |

## Palmarès

### Club

#### Competizioni nazionali
- Campionato croato: 5

Dinamo Zagabria: 2007-2008, 2009-2010, 2013-2014, 2014-2015, 2015-2016
- Coppa di Croazia: 3

Dinamo Zagabria: 2007-2008, 2014-2015, 2015-2016
- Supercoppa di Croazia: 1

Dinamo Zagabria: 2013
- Coppa di Polonia: 1

Legia Varsavia: 2017-2018
- Campionato polacco: 2

Legia Varsavia: 2017-2018, 2019-2020